# عصر طلایی کمدی
عصر طلایی کمدی (انگلیسی: The Golden Age of Comedy) یک فیلم کمدی گلچین و گردآوری‌شده از فیلم‌های مک سنت و هال روچ به نویسندگی و کارگردانی رابرت یانگسون است که در سال ۱۹۵۷ منتشر شد.

## کمدین‌های حاضر در فیلم
- استن لورل
- اولیور هاردی
- ویل راجرز
- بن ترپین
- هری لنگدون
- کارول لمبارد
- جین هارلو
- چارلی چیس
- ادگار کندی
- بیلی بوان
- اندی کلاید
- هری گریبن
- چارلز ماری
- لوئیز کارور
- کیوپی مورگان
- دافنی پولارد
- مادلین هورلوک
- ورنون دنت
- مک سنت